# دورل (فلوریدا)
دورل (به انگلیسی: Doral) شهری در شهرستان میامی-دید ایالت فلوریدا است که در سال ۲۰۰۳ بنیان‌گذاری شده‌است. این شهر بنابر سرشماری سال ۲۰۱۰ میلادی، ۴۵٬۷۰۴ نفر جمعیت داشته و مساحت آن نیز ۳۵٫۳ کیلومتر مربع است.همین‌طور در سال ۲۰۱۴ دوشیزه جهان در این شهر برگزار شد.